# Platella
Platella is een geslacht van uitgestorven kreeftachtigen uit de klasse van de Ostracoda (mosselkreeftjes).

## Soorten
- Platella africana Dingle, 1981 †
- Platella cuneata (Deltel, 1963) Mckenzie et al., 1979 †
- Platella ewekoroensis (Reyment, 1965) Foster, Swain & Petters, 1983 †
- Platella fragilis Rossi De Garcia, 1966 †
- Platella gatunensis Coryell & Fields, 1937 †
- Platella guzeratensis Guha, 1965 †
- Platella icknieldensis Weaver, 1982 †
- Platella jonesiana (Bosquet, 1852) Colin & Carbonel, 1992 †
- Platella jurassica Bate, 1963 †
- Platella muelleri Puri, 1960
- Platella parapunctata (Whatley & Downing, 1984) Warne, 1987 †
- Platella pustulosa (Keij, 1957) Mckenzie et al., 1979 †
- Platella striata Scheremeta, 1966 †
- Platella toarcensis Ainsworth, 1986 †
- Platella variopunctata (Lienenklaus, 1900) Mckenzie et al., 1979 †
- Platella victoriae McKenzie, Reyment & Reyment, 1991 †